# Де-Рибас, Мария Александровна
Мари́я Алекса́ндровна Де-Рибас (Рибас, в замужестве Икономиди; 1888 — 8 декабря 1927, Афины) — оперная певица (сопрано).

## Биография
Родилась в Одессе в 1888 году в семье Натальи Семеновны (урожденной Яхненко) и Александра Михайловича Дерибаса (1856—1937).
Солистка Одесского оперного театра в течение 15 лет (со второй половины 1900-х годов). В 1923—1927 годах концертировала в Париже. Участвовала в музыкальных вечерах Союза русских писателей и журналистов, Одесского землячества; выступала в концертах Очага русской культуры. В 1926 году в Русской консерватории исполнила сольную программу из произведений П. И. Чайковского.
Умерла от туберкулёза.

### Семья
Муж — Икономиди;
- сыновья — Рафаил, Аристид[2].

## Творчество
Партнёрами М. А. Де-Рибас на сцене были: Ф. Г. Орешкевич, И. С. Петров, И. А. Алчевский. Пела под управлением Б. К. Яновского.

### Избранные оперные партии
- Галька (одноимённая опера С. Монюшко)[5]
- Мария («Мазепа» П. И. Чайковского)
- Веселящаяся Пьеретта («Два Пьеро, или Коломбина» Б. К. Яновского) — первая исполнительница (1907)[4]
- Нури («Долина» Э. д’Альбера)
- Джульетта («Ромео и Джульетта» Ш. Гуно)[5]
- Лакме (одноимённая опера Л. Делиба)
- Мими («Богема» Дж. Пуччини)
- мадам Баттерфляй (одноимённая опера Дж. Пуччини)